# Russell Holmes
Russell Kenneth Holmes, né le 1er juillet 1982, est un joueur américain de volley-ball. Évoluant au poste de central, il joue actuellement dans le club polonais de Resovia Rzeszów et totalise 13 sélections au sein de l'équipe des États-Unis, avec laquelle il a remporté la Ligue mondiale de 2014.

## Biographie
Holmes naît dans la ville d'Anaheim, en Californie, en 1982. Ses parents sont Mark et Tamara Holmes. Il a une grande sœur, Leah, et un petit frère, Dane. Après avoir étudié à la Fountain Valley High School, où il obtient son diplôme en 2001, il part en mission à Londres pour l'Église de Jésus-Christ des saints des derniers jours entre 2001 et 2003. En 2008, il est diplômé de sociologie à l'université Brigham Young. Il se marie ensuite avec Krystal, avec qui il a deux filles, Sadie Rae, née en juin 2007, et Shea Golden, née le 27 avril 2015.

## Carrière

### En club
Russell joue d'abord dans le club de Mets de Guaynabo, à Porto Rico, avec lequel il participe à la Liga de Voleibol Superior Masculino (en) en 2008.
Lors de la saison 2008–2010, il part en Autriche et joue au Hypo Tirol Innsbrück, club avec lequel il remporte la ligue européenne de la MEVZA en 2009 et la ainsi que le championnat d'Autriche en 2009 et 2010.
Durant l'hiver 2010–2011, Russell joue au Minas Belo Horizonte au Brésil. Il joue ensuite dans le club polonais de Jastrzębski Węgiel de 2011 à 2013, puis à l'Istanbul BB, en Turquie, durant la saison 2013–2014. Avec ce club, il finit troisième de la Challenge Cup de 2014.
En 2014, il retourne jouer en Pologne, cette fois-ci avec le club de Resovia Rzeszów.

### Équipe nationale
Holmes participe à ses premières olympiades avec l'équipe des États-Unis à Londres en 2012, où il remporte une médaille de bronze.

## Palmarès

### En club

#### Ligue des champions
- 2014/2015 — avec le Resovia Rzeszów

#### Championnat du monde
- Qatar, 2011 — avec le Jastrzębski Węgiel

#### Championnat national
- 2008/2009  Coupe d'Autriche, avec le Hypo Tirol Innsbruck
- 2008/2009  Championnat d'Autriche, avec le Hypo Tirol Innsbruck
- 2009/2010  Coupe d'Autriche, avec le  Hypo Tirol Innsbruck
- 2009/2010  Championnat d'Autriche, with Hypo Tirol Innsbruck
- 2012/2013  Championnat de Pologne, with Jastrzębski Węgiel
- 2014/2015  Championnat de Pologne, avec le Resovia Rzeszów

### Équipe nationale
- 2012  Ligue mondiale
- 2014  Ligue mondiale